# Jean-François Rameau
Jean-François Rameau (ur. 30 stycznia 1716 w Dijon, zm. 7 lutego 1777 w Armentières) – francuski kompozytor i organista okresu baroku.
Bohater dialogu filozoficznego Diderota Kuzynek mistrza Rameau z 1761 roku. Jego stryjem był jeden z największych francuskich kompozytorów, Jean-Philippe Rameau, a ojcem – młodszy brat Jeana-Philippe'a, Claude Rameau.